# Hooverphonic
Hooverphonic er et flamsk band dannet i oktober 1995. De skulle have repræsenteret Belgien ved Eurovision Song Contest 2020 i Rotterdam, der imidlertid blev aflyst på grund af COVID-19-pandemien. I stedet er Hooverphonic valgt internt af belgisk TV til at repræsentere landet ved Eurovision Song Contest 2021 med en endnu ikke offentliggjort sang.

## Diskografi
- A New Stereophonic Sound Spectacular (1996)
- Blue Wonder Power Milk (1998)
- The Magnificent Tree (2000)
- Hooverphonic Presents Jackie Cane (2002)
- No More Sweet Music/More Sweet Music (2005)
- The President of the LSD Golf Club (2007)
- The Night Before (2010)
- Reflection (2013)
- In Wonderland (2016)
- Looking For Stars (2018)
- Release Me (2020)
- The Wrong Place (2021)